# Bill Lipinski

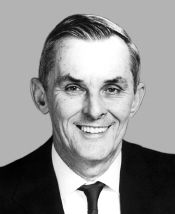
Bill Lipinski

William Oliver „Bill“ Lipinski (* 22. Dezember 1937 in Chicago, Illinois) ist ein US-amerikanischer Politiker. Zwischen 1983 und 2005 vertrat er den Bundesstaat Illinois im US-Repräsentantenhaus.

## Werdegang
Bill Lipinski besuchte bis 1956 die St. Patrick High School in Chicago und studierte in den Jahren 1956 und 1957 am Loras College in Dubuque (Iowa). Zwischen 1961 und 1967 gehörte er der Reserve der US Army an. Außerdem schlug er als Mitglied der Demokratischen Partei eine politische Laufbahn ein. Zwischen 1975 und 1982 war er Stadtrat in Chicago. In den Jahren 1976 und 1984 nahm er als Delegierter an den jeweiligen Democratic National Conventions teil. 1977 war er zudem Delegierter beim regionalen Parteitag der Demokraten in Illinois.
Bei den Kongresswahlen des Jahres 1982 wurde Lipinski im fünften Wahlbezirk von Illinois in das US-Repräsentantenhaus in Washington, D.C. gewählt, wo er am 3. Januar 1983 die Nachfolge von John G. Fary antrat. Nach zehn Wiederwahlen konnte er bis zum 3. Januar 2005 elf Legislaturperioden im Kongress absolvieren. Seit 1993 vertrat er dort als Nachfolger von Marty Russo den dritten Distrikt seines Staates. In seine Zeit als Kongressabgeordneter fielen die Terroranschläge am 11. September 2001, der Irakkrieg und der Militäreinsatz in Afghanistan. Er war Mitglied im Verkehrsausschuss. Innerhalb seiner Partei galt Bill Lipinski als eher konservativer Abgeordneter. Das betraf vor allem die Außenpolitik.
Im Jahr 2004 verzichtete Lipinski kurzfristig auf eine erneute Kongresskandidatur, nachdem er bereits die demokratische Primary gewonnen hatte. An seiner Stelle wurde sein Sohn Dan von der Parteiführung nachnominiert und dann auch in das Repräsentantenhaus gewählt, dem er seither angehört.